# Czasoprzestrzeń Minkowskiego
Czasoprzestrzeń Minkowskiego – przestrzeń liniowa, na której zdefiniowano iloczyn skalarny (dokładniej: pseudoskalarny), rozważana w fizyce i matematyce. Przestrzeń ta traktuje czas jako jeden z wymiarów czterowymiarowej przestrzeni, w którą włącza także trzy wymiary trójwymiarowej przestrzeni fizycznej. Z punktu widzenia geometrii czasoprzestrzeń Minkowskiego jest 4-wymiarową przestrzenią pseudoeuklidesową, w której nie są spełnione prawa geometrii euklidesowej.
Powstały stąd formalizm matematyczny umożliwia zapis równań szczególnej teorii względności Einsteina w sposób jawnie relatywistycznie niezmienniczy, niezależny od wyboru inercjalnego układu współrzędnych (dokładniej omówiono to niżej).

Nazwę czasoprzestrzeni nadano na cześć niemieckiego matematyka Hermanna Minkowskiego, który opisał ją w 1907.

## Definicja iloczynu pseudoskalarnego
Niech:
(1) {\displaystyle V} jest przestrzenią liniową nad ciałem liczb rzeczywistych {\displaystyle \mathbb {K} =\mathbb {R} .}
(2) {\displaystyle f\colon V\times V\to \mathbb {K} } jest funkcjonałem na {\displaystyle V,} takim że dowolnym wektorom {\displaystyle \mathbf {x} ,\mathbf {y} \in V} przyporządkowuje liczbę {\displaystyle f(\mathbf {x} ,\mathbf {y} )\equiv \langle \mathbf {x} ,\mathbf {y} \rangle \in \mathbb {K} .}
Definicja:
Funkcję {\displaystyle f\colon V\times V\to \mathbb {K} } nazywa się iloczynem pseudoskalarnym, jeżeli dla dowolnych wektorów {\displaystyle \mathbf {x} ,\,\mathbf {y} } spełnia następujące warunki:
- warunek symetrii
{\displaystyle \langle \mathbf {x} ,\,\mathbf {y} \rangle =\langle \mathbf {y} ,\,\mathbf {x} \rangle ,}
- warunek liniowości ze względu na pierwszą i drugą zmienną, tj.
{\displaystyle \langle \alpha \mathbf {x} +\mathbf {y} ,\mathbf {w} \rangle =\alpha \langle \mathbf {x} ,\mathbf {w} \rangle +\langle \mathbf {y} ,\mathbf {w} \rangle ,} gdzie {\displaystyle \alpha } – dowolna liczba rzeczywista,
- warunek nieosobliwości
jeśli {\displaystyle \forall _{y\in V}} {\displaystyle \langle \mathbf {x} ,\mathbf {y} \rangle =0,} to {\displaystyle \mathbf {x} =0.}

Warunek 3. jest osłabieniem warunku dodatniej określoności
- warunek dodatniej określoności, tj.

{\displaystyle \langle \mathbf {x} |\mathbf {x} \rangle \geqslant 0.}
(Funkcjonał dodatnio określony, spełniający warunki 1 i 2, jest standardowym iloczynem skalarnym, wprowadzanym w przestrzeni Euklidesa).

## Definicja czasoprzestrzeni
Czasoprzestrzenią Minkowskiego nazywa się parę {\displaystyle (V,\eta _{\mu \nu })} złożoną z przestrzeni liniowej {\displaystyle V} nad ciałem liczb rzeczywistych (można przyjąć {\displaystyle V=\mathbb {R} ^{4}}), w której zdefiniowany jest iloczyn pseudoskalarny wektorów za pomocą tensora Minkowskiego {\displaystyle \eta _{\mu \nu }} – jest to tensor metryczny określony jest przez macierz:
{\displaystyle \eta _{\mu \nu }={\begin{pmatrix}1&0&0&0\\0&-1&0&0\\0&0&-1&0\\0&0&0&-1\end{pmatrix}},}
taki że:
{\displaystyle \langle \mathbf {x} ,\,\mathbf {y} \rangle =\sum _{\mu ,\nu =0}^{3}\eta _{\mu \nu }x^{\mu }y^{\nu },}
czyli
{\displaystyle \langle \mathbf {x} ,\,\mathbf {y} \rangle =x^{0}y^{0}-x^{1}y^{1}-x^{2}y^{2}-x^{3}y^{3},}
gdzie:
{\displaystyle \mathbf {x} =[x^{0},x^{1},x^{2},x^{3}],}
{\displaystyle \mathbf {y} =[y^{0},y^{1},y^{2},y^{3}],}
przy czym punktami czasoprzestrzeni fizycznej {\displaystyle V} są tzw. zdarzenia czasoprzestrzenne, które tworzą 4 liczby: czas zajścia zdarzenia i 3 współrzędne miejsca zajścia zdarzenia.
Uwagi:
1) Tensor powyżej zdefiniowany ma sygnaturę {\displaystyle (+,---).}
2) Alternatywnie niektórzy definiują tensor {\displaystyle \eta _{\mu \nu }} z przeciwnymi znakami, czyli o sygnaturze {\displaystyle (-,+++).}
(Tensor {\displaystyle \eta _{\mu \nu }} jest równocześnie macierzą Grama tej przestrzeni).

## Znaczenie iloczynu pseudoskalarnego
Iloczyn pseudoskalarny pozwala zdefiniować pseudonormę wektorów (miarę długości wektorów) oraz pseudometrykę (miarę odległości wektorów w przestrzeni). W ten sposób iloczyn skalarny pozwala zdefiniować wszystkie wielkości geometryczne w czasoprzestrzeni, jak np. długości krzywych, kąty między nimi, pola powierzchni, objętości; dalej – pozwala to definiować operacje na polach wektorowych i ogólnie tensorowych (por. tensor energii-pędu, tensor pola elektromagnetycznego itp.), które są obecne w czasoprzestrzeni.

## Długość 4-wektora. Niezmiennik
Iloczyn pseudoskalarny pozwala zdefiniować kwadrat długości wektora:
{\displaystyle \|\mathbf {x} \|^{2}:=\langle \mathbf {x} ,\mathbf {x} \rangle }.
W ten sposób czasoprzestrzeń staje się przestrzenią pseudounitarną.
Niezmiennikiem geometrii nie jest odległość punktów w przestrzeni, ale interwał czasoprzestrzenny: jest to wielkość, która jest niezmiennicza ze względu na transformacje Poincarégo, tzn. nie zmienia się, przy przejściu do innego układu współrzędnych.

## Współrzędne w czasoprzestrzeni
W czasoprzestrzeni {\displaystyle V} wprowadza się układ współrzędnych ortogonalnych.
Wektory w czasoprzestrzeni nazywa się czterowektorami.
Punkt {\displaystyle P} czasoprzestrzeni utożsamia się z 4-wektorem o czterech współrzędnych {\displaystyle \mathbf {x} =[x^{0},x^{1},x^{2},x^{3}].} W skrócie 4-wektor zapisuje się w postaci {\displaystyle x^{\mu },} gdzie domyślnie {\displaystyle \mu =0,1,2,3.}
{\displaystyle \mathbf {x} =x^{\mu }\mathbf {e} _{\mu },}
gdzie {\displaystyle \mathbf {e} _{\mu }} są czterema liniowo niezależnymi wektorami jednostkowymi. Powtarzający się wskaźnik oznacza sumowanie po nim od 0 do 3 (tzw. umowa sumacyjna Einsteina).
(6) Kwadrat długości dowolnego wektora jest wyrażony wzorem
{\displaystyle \left\|\mathbf {x} \right\|^{2}=\langle x^{\mu }\mathbf {e} _{\mu },x^{\nu }\mathbf {e} _{\nu }\rangle =\eta _{\mu \nu }x^{\mu }x^{\nu },}
gdzie {\displaystyle \eta _{\mu \nu }} jest tensorem metrycznym zdefiniowanym przez wszystkie formy (iloczyny pseudoskalarne) dla wektorów jednostkowych
{\displaystyle \mathrm {\eta } _{\mu \nu }=\langle \mathbf {e} _{\mu },\mathbf {e} _{\nu }\rangle .}
(7) Odległość między dwoma punktami o współrzędnych {\displaystyle (\mathbf {x} +d\mathbf {x} )^{\mu }} i {\displaystyle \mathbf {x} ^{\mu }} określa interwał czasoprzestrzenny, którego kwadrat wynosi
{\displaystyle d\mathbf {s} ^{2}=\mathrm {\eta } _{\mu \nu }d\mathbf {x} ^{\mu }d\mathbf {x} ^{\nu }.}

(8) W jawnej postaci kwadrat długości wektora {\displaystyle \mathbf {x} } to
{\displaystyle \|\mathbf {x} \|^{2}=(x^{0})^{2}-(x^{1})^{2}-(x^{2})^{2}-(x^{3})^{2}.}
(9) Wektor {\displaystyle \mathbf {x} } nazywa się:
- czasopodobnym, jeżeli {\displaystyle \|\mathbf {x} \|^{2}>0,}
- przestrzennopodobnym, jeżeli {\displaystyle \|\mathbf {x} \|^{2}<0,}
- światłopodobnym lub zerowym, jeżeli {\displaystyle \|\mathbf {x} \|^{2}=0.}

(10) W przestrzeni tej może istnieć więcej niż jeden wektor zerowy. Zbiór wektorów zerowych tworzy stożek świetlny: jest to zbiór punktów czasoprzestrzeni, które można połączyć promieniem świetlnym, {\displaystyle \mathbf {x} ^{0}=ct,} gdzie {\displaystyle c} jest prędkością światła w próżni, poprzez nadanie warunku, iż wartość interwału czasoprzestrzennego wynosi zero (mimo że w przestrzeni trójwymiarowej dzieli je pewna odległość). Widoczność obiektu oznacza, że znajduje się on we wnętrzu stożka świetlnego obserwatora.

## Grupa transformacji Poincarégo
(1) Żąda się, aby odległość punktów w czasoprzestrzeni była niezmiennicza względem transformacji Poincarégo danej wzorem
{\displaystyle x^{\mu }\mapsto {x'}^{\mu }=\Lambda _{\nu }^{\mu }x^{\nu }+a^{\mu },}
przy czym w skład transformacji wchodzą:
a) obroty w czasoprzestrzeni, dane za pomocą macierzy obrotu {\displaystyle \Lambda ,} takie że
{\displaystyle x^{\mu }\to {x'}^{\mu }=\Lambda _{\nu }^{\mu }x^{\nu }.}
Zachowanie odległości między punktami w czasoprzestrzeni przy wykonywaniu transformacji Lorentza narzuca warunki
{\displaystyle \mathrm {g} _{\mu \nu }\Lambda _{\rho }^{\mu }\Lambda _{\tau }^{\nu }=\mathrm {g} _{\rho \tau }.}
Stąd można znaleźć postać transformacji Lorentza współrzędnych czasu i przestrzeni, zadanych macierzą {\displaystyle \Lambda .}
b) translacje w przestrzeni, zadane za pomocą wektora przesunięcia {\displaystyle \mathbf {a} ,} takie że
{\displaystyle x^{\mu }\to {x'}^{\mu }=x^{\mu }+a^{\mu }.}
(2) Zbiór transformacji parametryzowany za pomocą macierzy {\displaystyle \Lambda } i wektora translacji {\displaystyle \mathbf {a} } tworzy grupę Poincarégo. Transformacje Lorentza tworzą grupę Lorentza, która jest podgrupą grupy Poincarégo. Podobnie translacje tworzą osobną podgrupę. Wszystkie transformacje są ciągłe (tzn. wyrażają się za pomocą parametrów, które należą do zbioru liczb rzeczywistych; np. obrót, translacja wyraża się dowolnymi liczbami rzeczywistymi) i tworzą razem grupę Liego.
Grupa translacji parametryzowana jest przez cztery parametry rzeczywiste, a grupa Lorentza przez sześć. Symetrie te zgodnie z twierdzeniem Noether prowadzą do odpowiednich praw zachowania układu izolowanego: zachowania czterowektora całkowitego pędu-energii i czterowektora całkowitego momentu pędu.

## Co oznacza jawna niezmienniczość równań?
Formalizm matematyczny czasoprzestrzeni umożliwia zapis równań szczególnej teorii względności Einsteina w sposób jawnie relatywistycznie niezmienniczy. Jawność ta wyraża się w tym, że wszystkie wielkości występujące w równaniach maja postać obiektów geometrycznych przestrzeni 4-wymiarowej, tj. są to albo skalary (liczby) albo czterowektory (czyli tensory rzędu 1-go) albo tensory wyższego rzędu, zdefiniowane na przestrzeni 4-wymiarowej.
Jeżeli zapisze się równania np. Maxwella za pomocą tensora pola elektromagnetycznego, to równania te poddane transformacjom z grupy Lorentza (i ogólniej – grupy Poincarégo) przyjmą nową postać, w której pojawią się współrzędne tensorów w nowym układzie współrzędnych. Jednak związki między współrzędnymi będą wyrażały się dokładnie takimi samymi wyrażeniami algebraicznymi, jak pierwotnie. Oznacza to, że nie trzeba już sprawdzać, czy równanie jest niezmiennicze ze względu na te transformacje, jeśli jest zapisane za pomocą tensorów przestrzeni 4-wymiarowej. Taką postać równań nazywa się jawnie niezmienniczą. Oczywiście najpierw dowodzi się, że dany zespół wielkości jest tensorem.

## Krzywa w przestrzeni n-wymiarowej
Zestawimy najpierw podstawowe wiadomości o krzywych w dowolnych przestrzeniach n-wymiarowych.

### Równanie parametryczne krzywej
(1) Krzywe w dowolnej przestrzeni {\displaystyle n}-wymiarowej definiuje się za pomocą równań parametrycznych
{\displaystyle x^{i}(t),\quad i=1,\dots ,n,}
gdzie {\displaystyle t} – parametr. Jako parametr można wybrać długość mierzoną wzdłuż krzywej (tzw. długość łuku).
(2) Parametr ten oznacza się zwyczajowo literą {\displaystyle s.} Wielkość {\displaystyle ds} jest wtedy różniczkową długością łuku, związaną z przemieszczeniem się wzdłuż krzywej z położenia
{\displaystyle dx(s)=[x^{1}(s),\dots ,x^{n}(s)]}
do położenia
{\displaystyle x(s+ds)=[x^{1}(s+ds),\dots ,x^{n}(s+ds)].}
(3) Wektor przemieszczenia wynosi
{\displaystyle dx=[dx^{1}(ds),\dots ,dx^{n}(ds)].}
(4) Długość tego wektora jest równa kwadratowi różniczki długości łuku
{\displaystyle |dx|=ds,}
którą w przestrzeniach w ogólności nieeuklidesowych oblicza się ją ze wzoru
{\displaystyle (dx)^{2}\equiv ds^{2}=g_{ij}dx^{i}dx^{j},}
gdzie {\displaystyle g_{ij}} – tensor metryczny w punkcie {\displaystyle (x^{1},x^{2},\dots ,x^{n}).}

### Wektor styczny do krzywej. Prędkość
Jeżeli krzywa jest zadana za pomocą parametru naturalnego, to wektor styczny do krzywej jest równy pochodnej wektora rodzącego krzywej {\displaystyle x(s)=[x^{1}(s),\dots ,x^{n}(s)]} po parametrze, tj.
{\displaystyle u={\frac {dx}{ds}}={\Bigg [}{\frac {dx^{1}}{ds}},\dots ,{\frac {dx^{n}}{ds}}{\Bigg ]},}
przy czym
{\displaystyle u^{\mu }={\frac {dx^{\mu }}{ds}}}
– składowa {\displaystyle \mu }-ta wektora prędkości.
Twierdzenie: Długość wektora stycznego jest równa jedności, tj.
{\displaystyle |u|={\sqrt {|g_{\mu \nu }u^{\mu }u^{\nu }|}}=1.}
Dowód:
Do wzoru na długość wektora prędkości wstawiamy wzory na jego składowe {\displaystyle u^{\mu }}
{\displaystyle |u|={\sqrt {|g_{\mu \nu }u^{\mu }u^{\nu }|}}={\sqrt {\left|g_{\mu \nu }{\frac {dx^{\mu }}{ds}}{\frac {dx^{\nu }}{ds}}\right|}}.}
Korzystamy teraz ze wzoru na kwadrat różniczki {\displaystyle ds^{2}=g_{\mu \nu }dx^{\mu }dx^{\nu }} i skracamy wyrażenia pod pierwiastkiem:
{\displaystyle |u|={\sqrt {{\Bigg |}g_{\mu \nu }{\frac {dx^{\mu }dx^{\nu }}{g_{\mu \nu }dx^{\mu }dx^{\nu }}}{\Bigg |}}}=1,\quad {}} cnd.
Definicja: Wektor styczny do krzywej wyżej zdefiniowany nazywa się prędkością.
Uwagi:
1) Wektor prędkości jest bezwymiarowy, gdyż zarówno różniczka współrzędnej, jak i różniczka interwału mają wymiar przestrzenny.
2) W szczególności dla przestrzeni 4-wymiarowej, jeżeli jedna ze współrzędnych przestrzeni oznacza czas, to dla ciała poruszającego się wzdłuż krzywej istnieje wyróżniony układ, w którym to ciało spoczywa (układ ten porusza się z tym ciałem), tzn. w tym układzie wszystkie współrzędne ciała są stałe (np. równe zeru), a jedna współrzędna jest proporcjonalna do upływu czasu, mierzonego w wyróżnionym układzie. Można przyjąć, że współrzędna ta jest np. równa prędkości światła mnożonej przez upływ czasu. Wtedy wektor prędkości wyżej zdefiniowany ma sens prędkości fizycznej ciała w czasoprzestrzeni.

## Krzywa w czasoprzestrzeni

### Interwał ds jako różniczkowy parametr naturalny krzywej
W czasoprzestrzeni rolę różniczki parametru naturalnego krzywych pełni interwał czasoprzestrzenny ds, tzn. różniczka {\displaystyle |dx|=ds} jest różniczką długości łuku krzywej w czasoprzestrzeni. Jest tak, gdyż różniczka ta nie zmienia się po dokonaniu transformacji Lorentza do innego układu odniesienia, jest więc wielkością geometryczną.
Przy tym można rozważa się nie tylko krzywe, jakie kreślą w czasoprzestrzeni ciała materialne, ale w ogólności dowolne krzywe, łączące punkty w czasoprzestrzeni. Ponadto ciała spoczywające w jakimś układzie też kreślą krzywe w czasoprzestrzeni – jest tak dlatego, że czas zawsze biegnie.

### Krzywe w czasoprzestrzeni
(1) Ruch ciała w czasoprzestrzeni Minkowskiego opisuje krzywa {\displaystyle x^{\mu }(s)} zwana linią świata ciała, gdzie {\displaystyle s} jest parametrem krzywej mierzącym jej długość.
(2) Czteroprędkość wzdłuż dowolnej krzywej w czasoprzestrzeni
W czasoprzestrzeni definiuje się 4-wektor prędkości jako pochodną 4-wektora położenia względem parametru naturalnego s, zgodnie z ogólną zasadą definiowania wektorów stycznych do krzywych
{\displaystyle u^{\mu }:={\frac {dx^{\mu }}{ds}}.}
(3) Czteroprędkość ciał obdarzonych masą w czasoprzestrzeni
Dowodzi się, że dla cząstek obdarzonych masą zachodzi związek (patrz: Czas własny)
{\displaystyle ds=c\,d\tau ={\frac {c\,dt}{\gamma }},}
gdzie:
{\displaystyle \gamma (t)\equiv {\frac {1}{\sqrt {1-{\frac {\mathbf {v} (t)^{2}}{c^{2}}}}}}}
oraz
{\displaystyle \mathbf {v} ={\Bigg [}{\frac {dx^{1}}{dt}},{\frac {dx^{2}}{dt}},{\frac {dx^{3}}{dt}}{\Bigg ]}} – wektor prędkości ciała w przestrzeni.
Podstawiając do definicji 4-prędkości wyrażenie {\displaystyle ds=c\,dt/\gamma } i pamiętając, że {\displaystyle x^{0}=c\,t,} otrzyma się wzór na 4-prędkość ciała w czasoprzestrzeni w zależności od prędkości {\displaystyle \mathbf {v} } ciała w przestrzeni:
{\displaystyle u^{\mu }={\Bigg (}\gamma ,\gamma {\frac {\mathbf {v} (t)}{c}}{\Bigg )}.}
(3) Długość 4-wektora prędkości jest jednostkowa, tj.
{\displaystyle \|u\|=u^{\mu }u_{\mu }=\mathrm {\eta } _{\mu \nu }u^{\mu }u^{\nu }=1.}
(4) Wniosek:
Dla ciała rzeczywistego, poruszającego się w czasoprzestrzeni, 4-wektor prędkości jest czterowektorem typu czasowego (por. klasyfikacja 4-wektorów powyżej): jest tak, gdyż długość 4-wektora prędkości wynosi 1.
Można to uzasadnić także w inny sposób: wektor jest typu czasowego, gdy długość współrzędnej czasowej jest większa niż długość części przestrzennej 4-wektora prędkości; ze wzoru
{\displaystyle u^{\mu }={\Bigg (}\gamma ,\gamma {\frac {\mathbf {v} (t)}{c}}{\Bigg )}}
wynika, że
{\displaystyle u^{0}=\gamma ,} czyli {\displaystyle |u^{0}|=\gamma }
oraz
{\displaystyle |u^{1},u^{2},u^{3}|={\sqrt {(u^{1})^{1}+(u^{1})^{2}+(u^{1})^{3}}}=\gamma {\frac {\mathbf {v} (t)}{c}}.}
Stąd mamy
{\displaystyle u^{0}>{\sqrt {(u^{1})^{1}+(u^{1})^{2}+(u^{1})^{3}}},}
gdyż zawsze prędkość ciał jest mniejsza niż prędkość światła
{\displaystyle {\frac {\mathbf {v} (t)}{c}}<1.}
Definicja:
Krzywe w czasoprzestrzeni nazywa się krzywymi typu czasowego, gdy 4-wektory prędkości, styczne do trajektorii, są typu czasowego.
Wniosek:
Trajektorie ciała rzeczywistych w czasoprzestrzeni są zawsze typu czasowego, gdyż prędkości ciał nie mogą być większe niż prędkość światła.

### Długość krzywej w czasoprzestrzeni
Długość krzywej {\displaystyle x^{\mu }(s)} dana jest jako całka z przemieszczeń infinitezymalnych {\displaystyle ds} wzdłuż krzywej,
{\displaystyle L_{a}^{b}=\int _{a}^{b}ds=\int _{a}^{b}{\sqrt {{\Bigg |}\eta _{\mu \nu }{\frac {dx(s)^{\mu }}{ds}}{\frac {dx(s)^{\nu }}{ds}}{\Bigg |}}}ds,}
gdzie:
{\displaystyle x^{\mu }(a)=x_{A},\gamma (b)=x_{B}} – punkty początkowy i końcowy krzywej.
Uwagi:
(1) W całce po prawej wyrażenie pod pierwiastkiem jest równe 1, dlatego jest równe pierwszej całce. To drugie wyrażenie jest o tyle istotne, że dopiero wstawiając jawną postać równania trajektorii {\displaystyle x^{\mu }(s),} można dokonać obliczeń jej długości.
(2) Dla ciał obdarzonych masą można pominąć wartość bezwzględną pod pierwiastkiem, gdyż trajektorie takich ciał są zawsze typu czasowego i wyrażenie pod pierwiastkiem jest dodatnie.

## Czterowektor pędu
(1) Czterowektor pędu {\displaystyle p^{\mu }=(p^{0},p^{1},p^{2},p^{3})=(p^{0},\mathbf {p} )} ciała definiuje się jako iloczyn masy i 4-prędkości ciała
{\displaystyle p^{\mu }=mu^{\mu },}
gdzie {\displaystyle m} – masa ciała (nie całkiem poprawnie zwana tzw. masą spoczynkową), oraz
{\displaystyle u^{\mu }={\Bigg (}\gamma ,\gamma {\frac {\mathbf {v} }{c}}{\Bigg )}.}
(2) Część przestrzenna 4-wektora pędu ma postać
{\displaystyle \mathbf {p} =m\gamma \,{\frac {\mathbf {v} }{c}},}
przy czym {\displaystyle \gamma =\gamma (\mathbf {v} ).}
(3) Jeżeli wprowadzi się tzw. masą relatywistyczną
{\displaystyle m(\mathbf {v} )=m\,\gamma (\mathbf {v} ).}
to wyrażenie na wektor pędu przyjmie postać analogiczną jak fizyce nierelatywistycznej (z dokładnością do stałej {\displaystyle c}), tj.
{\displaystyle \mathbf {p} ={\frac {m(\mathbf {v} )\,\mathbf {v} }{c}}.}
(4) Składowa czasowa 4-wektora pędu wynosi
{\displaystyle p^{0}=mu^{0}=m\,\gamma (\mathbf {v} ),}
stąd mamy:
{\displaystyle E=m\,\gamma (\mathbf {v} )c^{2}=p^{0}c^{2}}
– energia całkowita ciała poruszającego się swobodnie (tj. bez oddziaływania z innymi ciałami, polami).
(4) Współrzędne kowariantne czterowektora pędu mają postać:
{\displaystyle (p_{0},p_{1},p_{2},p_{3})=(p^{0},-p^{1},-p^{2},-p^{3})=(p^{0},-\mathbf {p} ).}
(5) Długość wektora 4-pędu
{\displaystyle \|p\|={\sqrt {p^{\mu }p_{\mu }}}={\sqrt {(p^{0})^{2}-(\mathbf {p} )^{2}}}=m.}
widać, że długość 4-pędu ma wymiar masy; jest to wielkość skalarna, identyczna wszystkich układach odniesienia.
(5) Stąd otrzymujemy związek
{\displaystyle p^{0}={\frac {E}{c^{2}}}={\sqrt {\mathbf {p} ^{2}+m^{2}}}.}
Uwaga: Nie należy mylić składowych 4-wektora pędu {\displaystyle (p^{0},\mathbf {p} )} ze „zwykłym” wektorem pędu {\displaystyle {\vec {p}}=\mathbf {p} c.} Podstawiając tę zależność do ostatniego wzoru, otrzyma się znany wzór
{\displaystyle E={\sqrt {{\vec {p}}^{2}c^{2}+m^{2}c^{4}}}.}

## Czas własny jako parametr niezmienniczy
(1) Krzywą, wzdłuż której porusza się ciało w czasoprzestrzeni Minkowskiego, można sparametryzować za pomocą parametru {\displaystyle \tau } zwanego czasem własnym, który wiąże się z interwałem prostą zależnością
{\displaystyle cd\tau =ds.}
Parametr {\displaystyle \tau } jest czasem mierzonym za pomocą zegara, który porusza się wraz z ciałem.
Krzywą opisują wtedy równania
{\displaystyle x^{\mu }(\tau ),\quad \mu =0,1,2,3,}
lub
{\displaystyle x^{\mu }(\tau )=(ct(\tau ),x^{1}(\tau ),x^{2}(\tau ),x^{3}(\tau )).}
(2) Jeżeli w pewnym układzie ciało ma w chwili {\displaystyle t} prędkość {\displaystyle \mathbf {v} } oraz współrzędne opisane zależnością od czasu
{\displaystyle x^{\mu }(t)=(ct,x^{1}(t),x^{2}(t),x^{3}(t)),}
to różniczkowy przyrost czasu {\displaystyle \tau } wiąże się z różniczkowym przyrostem czasu {\displaystyle t} wzorem:
{\displaystyle d\tau =dt{\sqrt {1-{\frac {\mathbf {v} ^{2}}{c^{2}}}}}.}
(3) Niektórzy definiują 4-prędkość jako pochodną 4-wektora położenia względem czasu własnego (zamiast względem interwału s); wtedy mamy:
{\displaystyle u^{\mu }:={\frac {dx^{\mu }}{d\tau }}=\left({\frac {c}{\sqrt {1-{\frac {\mathbf {v} ^{2}}{c^{2}}}}}},{\frac {1}{\sqrt {1-{\frac {\mathbf {v} ^{2}}{c^{2}}}}}}{\frac {dx^{i}}{dt}}\right).}
Wzór ten różni się od poprzedniej definicji współczynnikiem {\displaystyle c.}

## Historia
Minkowski wprowadził pojęcie czasoprzestrzeni, którego używał w swoim opisie Einstein. Przyjął, że osie układu współrzędnych będą oznaczane symbolami {\displaystyle x^{i},} gdzie {\displaystyle i=0,1,2,3,}
{\displaystyle x^{0}=ict,} {\displaystyle x^{1}=x,} {\displaystyle x^{2}=y,} {\displaystyle x^{3}=z,}
gdzie {\displaystyle i^{2}=-1.}
Wtedy interwał czasoprzestrzenny przyjmował formalnie wyrażenie analogiczne do wyrażenia na odległość w trójwymiarowej przestrzeni:
{\displaystyle ds^{2}=(dx^{0})^{2}+(dx^{1})^{2}+(dx^{2})^{2}+(dx^{3})^{2}.}
Przestrzeń Minkowskiego nie staje się jednak przez to przestrzenią rzeczywistą 4-wymiarową, bo współrzędna odpowiadająca czasowi jest wielkością urojoną. Zespolona współrzędna czasowa powoduje, że metryka czasoprzestrzeni jest pseudoeuklidesowa.